# أفيري غاريت
أفيري غاريت (بالإنجليزية: Avery Garrett)‏ هو سياسي أمريكي، ولد في 3 أغسطس 1916 في جورجيا في الولايات المتحدة، وتوفي في 15 أبريل 1988 في رينتون في الولايات المتحدة. انتخب عضو مجلس نواب واشنطن.